# Ascoli Picchio F.C. 1898 2016-2017
Questa voce raccoglie le informazioni riguardanti l'Ascoli Picchio F.C. 1898 nelle competizioni ufficiali della stagione 2016-2017.

## Stagione
Nella stagione 2016-2017 l'Ascoli disputa il suo ventesimo campionato di Serie B della sua storia. Raccoglie 49 punti con il sedicesimo posto finale. Allenato da Alfredo Aglietti l'Ascoli nel girone di andata ottiene 27 punti, nel girone di ritorno fa qualche passo indietro, raccogliendo 22 punti, ma centrando l'obiettivo di stagione, il mantenimento della categoria. Con 12 reti in campionato, Daniele Cacia è stato il miglior realizzatore bianconero. Bianconeri subito fuori dalla Coppa Italia Tim Cup, infatti nell'esordio stagionale dell'8 agosto contro il Lecce la partita finisce (2-2) dopo i tempi supplementari, ma ai rigori si impongono (6-7) i salentini.

## Divise e sponsor
Lo sponsor tecnico per la stagione 2016-2017 è Nike mentre gli sponsor ufficiali sono Fainplast/CIAM (alternativamente in ogni gara) e Brosway (sul retro delle maglie).
| Casa | Trasferta | Terza divisa |  |

## Organigramma societario
Dal sito internet ufficiale della società.
- Francesco Bellini - Patron
- Andrea Cardinaletti - Amministratore unico
- Marco Arturo Costantini - Responsabile finanziario e amministrativo
- Maria Cristina Celani - Ufficio legale
- Valeria Lolli - Ufficio stampa e comunicazione
- Marco Maria Marcolini - Segreteria generale e biglietteria
- Mirko Evangelista - Segreteria sportiva
- Gaia Gaspari e Grazia Maria Di Silvestre - Ufficio amministrazione
- Riccardo Capanna - Logistica
- Cetteo Di Mascio - Responsabile tecnico settore giovanile
- Gianmarco Marucchi - Coordinatore settore giovanile
- Cristiano Fioravanti - Responsabile marketing
- Mauro Cesari - Delegato alla sicurezza
- Orietta Contisciani - Vice delegato alla sicurezza
- Top Security Guard - Servizio stewarding
- Simone Mozzoni - SLO (Supporters Liaison Officer)

### Rosa
Rosa tratta dal sito ufficiale dell'Ascoli
Aggiornato al 4 febbraio 2017
| N. |                    | Ruolo | Calciatore              |
| -- | ------------------ | ----- | ----------------------- |
| 1  | Italia (bandiera)  | P     | Ivan Lanni              |
| 2  | Italia (bandiera)  | D     | Simone Pecorini         |
| 3  | Polonia (bandiera) | D     | Błażej Augustyn         |
| 4  | Italia (bandiera)  | C     | Simone Paolini          |
| 5  | Italia (bandiera)  | D     | Andrea Mengoni          |
| 6  | Italia (bandiera)  | C     | Tommaso Bianchi         |
| 7  | Marocco (bandiera) | A     | Nabil Jaadi             |
| 7  | Italia (bandiera)  | A     | Accursio Bentivegna     |
| 8  | Italia (bandiera)  | C     | Gianluca Carpani        |
| 9  | Italia (bandiera)  | A     | Leonardo Perez          |
| 10 | Italia (bandiera)  | C     | Luigi Giorgi (capitano) |
| 11 | Italia (bandiera)  | A     | Riccardo Orsolini       |
| 12 | Italia (bandiera)  | P     | Vincenzo Venditti       |
| 13 | Francia (bandiera) | D     | Guillaume Gigliotti     |
| 14 | Italia (bandiera)  | D     | Gian Filippo Felicioli  |
| 15 | Italia (bandiera)  | D     | Michele Capozzi         |
| 16 | Italia (bandiera)  | D     | Alessandro Eleuteri     |

| N. |                      | Ruolo | Calciatore                    |
| -- | -------------------- | ----- | ----------------------------- |
| 17 | Italia (bandiera)    | D     | Gianmarco Busti               |
| 18 | Italia (bandiera)    | A     | Manuel Manari                 |
| 19 | Ghana (bandiera)     | C     | Bright Addae                  |
| 20 | Italia (bandiera)    | A     | Flavio Lazzari                |
| 21 | Italia (bandiera)    | A     | Daniele Cacia (vice capitano) |
| 22 | Italia (bandiera)    | P     | Riccardo Ragni                |
| 23 | Italia (bandiera)    | D     | Davide Cinaglia               |
| 24 | Svezia (bandiera)    | C     | Melker Hallberg               |
| 25 | Italia (bandiera)    | D     | Matteo Perri                  |
| 28 | Italia (bandiera)    | A     | Leonardo Gatto                |
| 29 | Italia (bandiera)    | C     | Francesco Cassata             |
| 30 | Italia (bandiera)    | A     | Andrea Favilli                |
| 33 | Italia (bandiera)    | D     | Daniele Mignanelli            |
| 39 | Italia (bandiera)    | D     | Alberto Almici                |
| 42 | Romania (bandiera)   | D     | Vasile Mogoș                  |
| 43 | Argentina (bandiera) | P     | Alan Martínez                 |
| 44 | Lituania (bandiera)  | C     | Vykintas Slivka               |

## Staff tecnico
- Cristiano Giaretta - Direttore sportivo
- Mirko Evangelista - Team Manager
- Alfredo Aglietti - Allenatore
- Simone Masi Allenatore in seconda
- Daniele Sorbello - Preparatore atletico
- Paolo Amadio - Recupero infortuni
- Gilberto Vallesi - Preparatore dei portieri
- Lorenzo Vagnini[5] - Videoanalista tattico
- Francesco Colautti - Coordinatore area medica
- Serafino Salvi - Responsabile sanitario
- Emiliano Di Luigi - Fisioterapista
- Teodoro De Luca - Collaboratore

## Risultati

### Serie B

#### Girone di andata
| Arbitro: | Mainardi (Bergamo) |

|           |           |             |
| Morra 90’ | Marcatori | 42’ Cassata |

| Ascoli Piceno 27 settembre 2016, ore 18:30 CEST 2ª giornata | Ascoli                 | 0 – 0 referto | Cesena | Stadio Cino e Lillo Del Duca (5 529 spett.)\| Arbitro: \| Manganiello (Pinerolo) \| |
| Arbitro:                                                    | Manganiello (Pinerolo) |               |        |                                                                                     |

| Arbitro: | Marini (Roma) |

|           |           |              |
| Cacia 76’ | Marcatori | 29’ Pontisso |

| Arbitro: | Rapuano (Rimini) |

|              |           |                  |
| Petković 62’ | Marcatori | 35’ (rig.) Gatto |

| Arbitro: | Piccinini (Forlì) |

|                              |           |  |
| Carpani 26’ Cacia 67’ (rig.) | Marcatori |  |

| Arbitro: | Chiffi (Padova) |

|                            |           |              |
| Lores Varela 38’ Verna 74’ | Marcatori | 84’ Hallberg |

| Arbitro: | Martinelli (Roma) |

|  |           |               |
|  | Marcatori | 20’, 39’ Nênè |

| Arbitro: | Nasca (Bari) |

|               |           |  |
| Gălăbinov 51’ | Marcatori |  |

| Arbitro: | Di Paolo (Avezzano) |

|              |           |                                         |
| Orsolini 71’ | Marcatori | 41’, 89’ Pazzini 65’ Zaccagni 83’ Bessa |

| Arbitro: | Marinelli (Tivoli) |

|  |           |           |
|  | Marcatori | 64’ Cacia |

| Ascoli Piceno 25 ottobre 2016, ore 20:30 CEST 11ª giornata | Ascoli           | 0 – 0 referto | Salernitana | Stadio Cino e Lillo Del Duca (5 655 spett.)\| Arbitro: \| Baroni (Firenze) \| |
| Arbitro:                                                   | Baroni (Firenze) |               |             |                                                                               |

| Arbitro: | Marini (Roma) |

|  |           |                  |
|  | Marcatori | 4’, 48’ Orsolini |

| Arbitro: | Serra (Torino) |

|                              |           |             |
| Cacia 41’ (rig.) Favilli 89’ | Marcatori | 14’ Troiano |

| Arbitro: | Illuzzi (Molfetta) |

|                                 |           |           |
| Soddimo 42’, 76’ D. Ciofani 54’ | Marcatori | 57’ Cacia |

| Arbitro: | Pezzuto (Lecce) |

|                     |           |                      |
| Perez 52’ Cacia 79’ | Marcatori | 19’ Guberti 19’ Dezi |

| Arbitro: | Pinzani (Empoli) |

|            |           |  |
| Bisoli 61’ | Marcatori |  |

| Arbitro: | Aureliano (Bologna) |

|           |           |                      |
| Verde 27’ | Marcatori | 38’ Giorgi 64’ Cacia |

| Arbitro: | Marinelli (Tivoli) |

|                        |           |                       |
| Orsolini 49’ Gatto 55’ | Marcatori | 73’, 96’ L.A. Scaglia |

| Benevento 18 dicembre 2016, ore 17:30 CET 19ª giornata | Benevento        | 0 – 0 referto | Ascoli | Stadio Ciro Vigorito (7 724 spett.)\| Arbitro: \| Rapuano (Rimini) \| |
| Arbitro:                                               | Rapuano (Rimini) |               |        |                                                                       |

| Arbitro: | Baroni (Firenze) |

|             |           |             |
| Perez 90+2’ | Marcatori | 81’ Tonucci |

| Arbitro: | Mainardi (Bergamo) |

|  |           |             |
|  | Marcatori | 57’ Favilli |

#### Girone di ritorno
| Arbitro: | Ros (Pordenone) |

|                              |           |            |
| Orsolini 4’, 50’ Favilli 50’ | Marcatori | 83’ Konaté |

| Arbitro: | Abisso (Palermo) |

|                          |           |                                     |
| Renzetti 27’ Rigione 75’ | Marcatori | 56’ (rig.) Gatto 90+3’ (rig.) Perez |

| Arbitro: | Baroni (Firenze) |

|                      |           |             |
| Antenucci 78’ (rig.) | Marcatori | 68’ Favilli |

| Arbitro: | Martinelli (Roma) |

|                  |           |                                |
| Favilli 13’, 22’ | Marcatori | 57’ (rig.) Citro 90+3’ Manconi |

| Arbitro: | Marinelli (Tivoli) |

|             |           |                |
| De Luca 69’ | Marcatori | 36’ Mignanelli |

| Arbitro: | Minelli (Varese) |

|                      |           |                                           |
| Favilli 3’ Cacia 48’ | Marcatori | 26’, 42’ Masucci 37’ Mannini 64’ Angiulli |

| Arbitro: | Rapuano (Rimini) |

|                         |           |               |
| Piccolo 45’ Đoković 71’ | Marcatori | 90’ Gigliotti |

| Arbitro: | Mainardi (Bergamo) |

|           |           |                           |
| Cacia 33’ | Marcatori | 30’ Lancini 50’ Gălăbinov |

| Verona 13 marzo 2017, ore 20:30 CET 30ª giornata | Verona            | 0 – 0 referto | Ascoli | Stadio Marcantonio Bentegodi (13 507 spett.)\| Arbitro: \| Piccinini (Forlì) \| |
| Arbitro:                                         | Piccinini (Forlì) |               |        |                                                                                 |

| Arbitro: | Aureliano (Bologna) |

|                            |           |                    |
| Gigliotti 65’ Orsolini 86’ | Marcatori | 51’ (rig.) Litteri |

| Arbitro: | Illuzzi (Molfetta) |

|                             |           |  |
| Sprocati 47’ Bernardini 65’ | Marcatori |  |

| Arbitro: | Marini (Roma) |

|           |           |                           |
| Cacia 40’ | Marcatori | 44’ Gagliolo 87’ Sabbione |

| Arbitro: | Minelli (Varese) |

|                              |           |                  |
| Troiano 6’ Caputo 71’ (rig.) | Marcatori | 60’ (rig.) Cacia |

| Arbitro: | Serra (Torino) |

|               |           |             |
| Favilli 90+5’ | Marcatori | 77’ Dionisi |

| Perugia 17 aprile 2017, ore 15:00 CEST 36ª giornata | Perugia           | 0 – 0 referto | Ascoli | Stadio Renato Curi (10 236 spett.)\| Arbitro: \| Martinelli (Roma) \| |
| Arbitro:                                            | Martinelli (Roma) |               |        |                                                                       |

| Ascoli Piceno 22 aprile 2017, ore 15,00 CEST 37ª giornata | Ascoli          | 0 – 0 referto | Brescia | Stadio Cino e Lillo Del Duca (6 194 spett.)\| Arbitro: \| La Penna (Roma) \| |
| Arbitro:                                                  | La Penna (Roma) |               |         |                                                                              |

| Arbitro: | Ros (Pordenone) |

|                        |           |  |
| Cacia 25’ Orsolini 46’ | Marcatori |  |

| Latina 29 aprile 2017, ore 15:00 CEST 39ª giornata | Latina         | 0 – 0 referto | Ascoli | Stadio Domenico Francioni (2 386 spett.)\| Arbitro: \| Serra (Torino) \| |
| Arbitro:                                           | Serra (Torino) |               |        |                                                                          |

| Arbitro: | Piccinini (Forlì) |

|                    |           |              |
| Eramo 90+1’ (aut.) | Marcatori | 26’ Ceravolo |

| Arbitro: | Chiffi (Padova) |

|  |           |                |
|  | Marcatori | 26’ T. Bianchi |

| Arbitro: | Illuzzi (Molfetta) |

|              |           |                           |
| Gigliotti 8’ | Marcatori | 65’ Avenatti 68’ Falletti |

### Coppa Italia
| Arbitro: | Nasca (Bari) |

|                                                                 |                      |                                                                      |
| Giosa 75’ (aut.) Mengoni 90+2’                                  | Marcatori            | 38’ Lepore 57’ Caturano                                              |
| Pecorini Jaadi Lazzari Orsolini Gatto Augustyn Hallberg Mengoni | Tiri di rigore 6 – 7 | Vitofrancesco Vutov Giosa Fiordilino Lepore Arrigoni Cosenza Ciancio |